# 幼小中高一貫教育
幼小中高一貫教育（ようしょうちゅうこういっかんきょういく）とは、就学前教育（一般の幼稚園で行われている教育）と初等教育（一般の小学校で行われている教育）と中等教育（一般の中学校や高等学校、中等教育学校で行われている教育）の課程を調整し、無駄を省いて一貫性を持たせた体系的な教育方式のことである。これを行っている学校のことを幼小中高一貫校という。

## 概要
大半が大都市部の私立学校や一部の国立学校で、公立学校で行っているのは皆無に等しい。公立学校では北九州市が2010年度をめどに設立を計画している。
無試験で上級学校に進学する学校を「エスカレーター式」と呼ぶことがあるため、幼小中高一貫校もこのように呼ばれることがある。